# Djabbul
Djabbul (àrab: جبل, Jabbul) fou una antiga ciutat de l'Iraq, a la riba oriental del Tigris, uns 50 km al nord de Kut al-Amara i 30 al sud d'al-Numaniyya, la moderna Tell Naman. El seu nom se suposa que és derivat del poble dels Gambulu, una tribu aramea del final dels segles XI a IX aC. Sota el califat va tenir certa importància, però estava en forta decadència al segle xiii i després va quedar despoblada. Les seves ruïnes s'anomenaven Djumbul al segle xix i havien desaparegut el 1848, arrossegades pel Tigris.